# George Henry Horn
George Henry Horn (7 de abril de 1840 - 24 de novembro de 1897) foi um entomologista norte-americano especializado no estudo de besouros.
Nascido na Filadélfia, Horn frequentou a Universidade da Pensilvânia, onde se formou em medicina em 1861. De 1862 a 1866, ele serviu na Guerra Civil Americana como cirurgião da infantaria dos Voluntários da Califórnia, período durante o qual coletou insetos extensivamente na Califórnia, Arizona e Novo México. Ele então retornou à Filadélfia, onde estabeleceu uma prática médica, especializada em obstetrícia, e foi eleito presidente da Sociedade Entomológica da Filadélfia, o antecessor da Sociedade Entomológica Americana. Ele permaneceria presidente desta última sociedade até sua morte.
Ele foi eleito membro da American Philosophical Society em 1869.
Trabalhando com a coleção que havia feito durante seu serviço no Ocidente, publicou "mais de 150 trabalhos importantes, além de muitas notas menores; nesses trabalhos são definidos cerca de 150 géneros e mais de 1550 espécies". Ele legou suas coleções de insetos para a Sociedade Entomológica Americana; eles estão agora no Museu de Zoologia Comparada da Universidade de Harvard.
Segundo o entomologista Neal Evenhuis ,
A taxonomia de Horn era quase irrepreensível, e isso foi sem dúvida devido ao estudo cuidadoso e deliberado de espécimes ao compará-los aos tipos. Horn fez questão de viajar a museus europeus, participar de reuniões da sociedade entomológica estrangeira e estudar material tipo em primeira mão.
Ao longo de sua carreira, ele trabalhou em estreita colaboração com John Lawrence LeConte, mais notavelmente como co-autor da edição revisada e ampliada de 1883 da então padrão Classificação dos Coleópteros da América do Norte de LeConte; e após a morte de LeConte Horn foi reconhecido como "facilmente o investigador mais eminente em sua linha de trabalho escolhida".